# Семантична теорія істини
Семанти́чна тео́рія і́стини — теорія істини у філософії мови, яка стверджує, що істина є властивістю речень.

## Походження
Семантична концепція істини, яка по-різному споріднена як з кореспондентською, так і з дефляційною концепціями, постала в працях польського логіка Альфреда Тарського у 1930-х роках. Тарський у праці «Про Концепцію Істини в Формальних Мовах» спробував сформулювати нову теорію істини, націлившись на розв'язання парадоксу брехуна. У ході цього він здійснив кілька метаматематичних відкриттів, зокрема сформулював і довів теорему Тарського про неможливість виразити істину. Це доведення використовує ту ж формальної техніку, яку використовував Курт Гедель у своїх теоремах про неповноту. Грубо кажучи, мова йде про те, що будь-якою мовою неможливо сформулювати предикат істини, який задовольняв би T-конвенції для речень тієї ж мови.

## Теорія Тарського
Щоб формулювати лінгвістичні теорії, в яких не було б семантичних парадоксів таких як парадокс брехуна, загалом необхідно скористатися іншою мовою. Та мова, речення якої аналізується (об'єктна мова) повинна відрізнятися від мови якою проводиться аналіз (метамова). Нижче текст у лапках — об'єктна мова, а текст без лапок — метамова; речення в лапках (наприклад, «P») — для метамови завжди тільки назва, об'єкт. Тож метамови можна використовувати для обговорення об'єктної мови. Тарський зажадав, щоб об'єктна мова містилась у метамові.
Умова матеріальної адекватності Тарського, також відома як конвенція Т, стверджує, що будь-яка життєздатна теорія істини для кожного речення «Р» повинна містити твердження наступної форми (відомої як «форма (Т)»):
(1) «P» істинне тоді і тільки тоді, коли P.
Наприклад:
(2) «Сніг — білий» є істинним тоді і тільки тоді, коли сніг білий.
Речення (1 і 2) Стали називати «Т-реченнями». Причина, з якої вони виглядають тривіально, полягає в тому, що як об'єктна мова так і метамова є українськими. Ось приклад, де об'єктна мова є німецькою, а метамова українською:
(3) «Schnee ist weiß» («сніг — білий» німецькою) є істинним, тоді і тільки тоді, коли сніг білий.
Тарський з самого початку зазначив, що «ця теорія застосовується лише до формальних мов». Він навів низку причин, що стоять на перешкоді поширення теорії на природні мови, зокрема, що не існує систематичного способу розв'язання питання про те, чи є певне речення природної мови добре сформованим, і що природна мова закрита (тобто може описувати семантичні характеристики власних елементів). Девідсон розповсюдив підхід Тарського на підхід до теорій значення для природних мов, який розглядає «істину» як примітиву, а не визначену концепцію.
Тарський розвинув свою теорію і дав індуктивне визначення істини наступним чином.
Для мови L, що містить ¬ («не»), ∧ («і»), ∨ («або»), ∀ («для всіх») і ∃ («існує»), індуктивне визначення істини Тарського виглядає так:
(1) «A» є істинним тоді, і тільки тоді, коли A.
(2) «¬A» є істинним тоді, і тільки тоді, коли A не відповідає дійсності.
(3) «A∧B» є істинним тоді, і тільки тоді, коли A і B.
(4) «A∨B» є істинним тоді, і тільки тоді, коли A або B або (A і B).
(5) «∀x (Fx)» є істинним тоді, і тільки тоді, коли кожен об'єкт x задовольняє функцію F.
(6) «∃x (Fx)» є істинним тоді, і тільки тоді, коли існує об'єкт x, який задовольняє функцію F.
Ці вимоги пояснюють, як умови істини складних речень (побудованих зі сполучників і кванторів) можна звести до умов істини складових. Найпростішими складовими є атомні речення. Сучасне семантичне визначення істини визначає істину для атомних речень наступним чином:
Атомне речення F (x1, …, xn) є істинним (щодо присвоєння значень змінам x1, …, xn)), якщо відповідними значеннями змінних є відношення, виражене предикатом F.
Сам Тарський визначив істину для атомних речень варіантно, не використовуючи жодних технічних термінів з семантики, таких як «виражено» вище. Це тому, що він хотів визначити ці семантичні терміни через істини, а тому його твердження були б циркулярними, коли він використовував би одне з них у визначенні самої істини. Семантична концепція Істини Тарського відіграє важливу роль у сучасній логіці, а також в сучасній філософії мови. Питання: чи слід сприймати семантичну теорію Тарського як теорію відповідності чи як дефляційну теорію, залишається спірним.